# Layne Staley
Pour les articles homonymes, voir Staley.
Layne Thomas Staley, né le 22 août 1967 à Kirkland et mort le 5 avril 2002 à Seattle (États-Unis), est un chanteur, musicien et auteur-compositeur américain.
La quasi-totalité de ses activités musicales est associée au groupe Alice in Chains dont il fut le cofondateur en 1987.
Il est connu pour sa voix ténor, qui couvre 3,5 octaves et ses textes tournant souvent autour de la décadence et de la mélancolie. Ils ont été décrits comme « sombres » car ils parlent de sujets tels que la douleur, la dépression, le suicide, la solitude ou la dépendance.
Staley rejoint le groupe Sleze (en) en 1984 à l'âge de 17 ans. Deux ans après, le groupe est renommé Alice in Chains. En 1987, Staley et le guitariste Jerry Cantrell, du groupe de glam metal Diamond Lie, forment Alice in Chains, en référence au premier nom qu'Alice in Chains avait choisi avant d'en changer légèrement, car trop provocant. En 1990, le groupe sort son premier album Facelift, puis l'album Dirt en 1992, qui connait un grand succès commercial.
Sous l'influence de la grande popularité du groupe, Staley devient de plus en plus dépendant de l'héroïne, ce qui conduira à la suspension de plusieurs concerts par le groupe en 1994. Pendant ce temps, Staley rejoint le supergroupe Mad Season, composé de musiciens de Pearl Jam et de Screaming Trees. Le groupe sort un album studio, Above, conservant un climat grunge, rock alternatif et blues rock.
En avril 1995, le chanteur revient avec Alice in Chains pour enregistrer leur dernier album studio ensemble, Alice in Chains. Il enregistre avec le groupe un album live, Unplugged, sorti en 1996. Ensuite, il prend sa retraite, devenant solitaire et de plus en plus dépendant de la drogue.
Staley meurt le 5 avril 2002 à l'âge de 34 ans d'une overdose, causée par un mélange d'héroïne et de cocaïne communément appelé speedball.

## Biographie

### Enfance, formation et débuts
Layne Staley grandit au sein d'une famille de la middle-class américaine. Il a 7 ans lorsque ses parents divorcent.
À l'âge de 12 ans, il apprend la batterie et joue dans plusieurs groupes glam rock. Mais il aspire à être chanteur et troque sa batterie pour un micro.

### Carrière musicale
En 1990, Alice In Chains signe chez Sony Music et sort l'EP We Die Young, suivi par l'album Facelift qui rencontre un certain succès, grâce notamment aux hits Man in the Box et We Die Young.
Toxicomane, Layne Staley commence à être dépendant de l'héroïne, ce qui sera d'ailleurs le thème central de l'album suivant, Dirt, sorti en 1992. À partir de cet album, Alice in Chains devient un des groupes phares de la scène grunge de Seattle en compagnie de Nirvana, Soundgarden, Pearl Jam et Mudhoney. Layne Staley s'y distingue par un style vocal particulier incluant souvent des « grognements-vers-un-cri » (snarl-to-a-scream) accompagné par les harmonies vocales de son complice Jerry Cantrell, véritable marque de fabrique du groupe.
En 1993, à la fin de la tournée de promotion de Dirt, l'état d'addiction de Layne empire et ce dernier pense de plus en plus au suicide. En 1994 sort l'EP semi-acoustique Jar of Flies (couplé en Europe avec l'autre EP acoustique sorti originellement en 1992, Sap). Au début de l'été, Staley n'arrivant pas à se désintoxiquer, le groupe décide de se saborder et annule la tournée mondiale prévue avec Metallica. Layne Staley se replie alors sur lui-même mais continue néanmoins la musique avec son groupe parallèle Mad Season, qui rassemble, entre autres musiciens, Mike McCready, le guitariste de Pearl Jam.
Les membres d'Alice in Chains se retrouvent et enregistrent en 1995 l'album Alice in Chains. Cette même année, Staley enregistre Above pour son autre groupe Mad Season. En 1996, après une courte tournée en première partie de Kiss, c'est un Layne Staley fantomatique qui enregistre le 10 avril une poignante session MTV Unplugged à la Brooklyn Academy of Music. La mort quelques mois plus tard de sa petite amie Demri Lara Parott, décédée à l'âge de 27 ans d'une endocardite bactérienne, probablement provoquée par l'utilisation d'une seringue infectée, enfonce un peu plus Layne dans son état comateux de toxicomane.
Alice in Chains se retrouve à l'arrêt. Le groupe parvient tout de même à se réunir une dernière fois en studio, en octobre 1998, pour enregistrer Get Born Again et Died (2 titres qui figurent dans la compilation Music Bank sortis en 1999), ce dernier morceau étant dédié à Demri Lara Parott. Staley enregistre également en solo une reprise de Another Brick in the Wall avec Tom Morello de Rage Against the Machine et des musiciens de Porno for Pyros, destiné à la BO du film The Faculty, sous le nom de Class of '99.

### Décès
Le 5 avril 2002, à l'âge de 34 ans, Layne Staley est retrouvé mort chez lui des suites d'une overdose de « speedball », un mélange d'héroïne et de cocaïne. Son décès serait survenu deux semaines auparavant. Le 5 avril 2002 marquait d'ailleurs les huit ans de la disparition de Kurt Cobain, autre icône du grunge.

## Discographie

### AvecAlice in Chains
- 1990 : Facelift
- 1992 : Sap (EP)
- 1992 : Dirt
- 1994 : Jar of Flies (EP)
- 1995 : Alice in Chains
- 1996 : MTV Unplugged (Live)

### AvecMad Season
- 1995 : Above

### Compilations avec Alice in Chains
- 1999 : Nothing Safe : Best of the Box
- 1999 : Music Bank
- 2000 : Live
- 2001 : Greatest Hits
- 2006 : The Essential Alice in Chains

## Équipement

### Guitare
- 1967 Gibson SG Standard Electric

### Effets et accessoires
- Boss DD-3 Digital Delay Pedal
- Dunlop Original Crybaby Wah
- Dunlop Dallas Arbiter Fuzz Face Pedal)
- Marshall 1960A
- Marshall 1960B
- Dean Markley Blue Steel
- Dunlop Tortex 1.14